# Bitter-Sweet
Bitter-Sweet è un cortometraggio muto del 1910. Il nome del regista non viene riportato nei credit.

## Produzione
Il film fu prodotto dalla Essanay Film Manufacturing Company.

## Distribuzione
Il film - un cortometraggio di 137 metri - uscì nelle sale cinematografiche USA il 12 febbraio 1910 distribuito dall'Essanay Film Manufacturing Company. Nelle proiezioni, veniva programmato con il sistema dello split reel, accorpato in un'unica bobina con un altro cortometraggio prodotto dall'Essanay, il western Western Chivalry.